# Lardizabalaceae
Lardizabalaceae este familie de plante cu flori din ordinul Ranunculales. Cuprinde 7 genuri cu aproximativ 40 de specii cunoscute de plante lemnoase. 
Speciile din această familie vegetează în partea estică a Asiei, de la Himalaya până în Japonia, cu excepția genurilor Lardizabala și Boquila, ambele native din America de Sud (Chile și respectiv vestul Argentinei).

## Genuri
| Imagine | Genul                                  | Denumire comună | Numărul speciilor |
| ------- | -------------------------------------- | --------------- | ----------------- |
|         | Akebia Decne.                          | Akebi           | 4                 |
|         | Archakebia C.Y.Wu, T.C.Chen & H.N.Qin' |                 | 1                 |
|         | Boquila Decne.                         |                 | 1                 |
|         | Decaisnea Hook.f. & Thomson'           |                 | 1                 |
|         | Holboellia                             |                 | 5                 |
|         | Lardizabala Ruiz & Pav.                | Fructul Zabala  | 1                 |
|         | Sargentodoxa Rehder & E.H.Wilson       |                 | 1                 |
|         | Sinofranchetia Hemsl.                  |                 | 1                 |
|         | Stauntonia DC.                         |                 | 16                |